# Malad City
Malad City is een plaats (city) in de Amerikaanse staat Idaho, en valt bestuurlijk gezien onder Oneida County.

## Demografie
Bij de volkstelling in 2000 werd het aantal inwoners vastgesteld op 2158.
In 2006 is het aantal inwoners door het United States Census Bureau geschat op 2100, een daling van 58 (-2,7%).

## Geografie
Volgens het United States Census Bureau beslaat de plaats een oppervlakte van
4,3 km², geheel bestaande uit land.

## Plaatsen in de nabije omgeving
De onderstaande figuur toont nabijgelegen plaatsen in een straal van 32 km rond Malad City.